# مادج كونور
مادج إيرين كونور (من1874- 12أكتوبر 1952) ضابطة شرطة أسترالية المولد في أيرلندا، وكانت أول امرأة تصبح عضوًا في شرطة فيكتوريا، وأول شرطية في فيكتوريا- عندما تم تعيينها ضابط شرطة في أكتوبر 1917.

## حياتها المبكرة
ولدت مادج كونور في وترفورد بأيرلندا عام 1874 تقريباً (على الرغم من وجود نسخ عديدة من اسمها وتاريخ ميلادها، لكن يقول القاموس الأسترالي للسيرة الذاتية إنها ولدت «على الأرجح» في 14 نوفمبر 1874).  كان والدها- جون مكارثي- بحارًا، وذكرت مادج أنه عندما فُقد والدها في البحر كانت في الثانية من عمرها، عاشت مع عائلتها في إنجلترا، ثم هاجرت إلى الولايات المتحدة، ثم إلى نيوزيلندا لاحقًا. وهي في سن ال 16، التقت وتزوجت من إدوارد كونور (أوكونور)- وهو عامل إنجليزي-  فر الزوجين إلى ملبورن، أستراليا.

## انضمامها للشرطة
توفي إدوارد زوج مادج فجأة في عام 1916، ولفتت مادج انتباه شرطة فيكتوريا عند تسجيل وفاة زوجها. وفي وقت لاحق من ذلك العام- بدأت مادج العمل في جهاز الشرطة، ببرنامج التحقيق عن أماكن المقامرة غير القانونية وذلك عن طريق ترردها متخفية على منزل المجرم لجمع الأدلة ضد هذا المجرم. في عام 1917، بعد حملة قامت بها الحركات النسائية لتعيين النساء كعضوات في الشرطة، كانت مادج كونور من أول امرأتين تم تعيينهما بجهاز «عميلات شرطة»، وهو من أنواع الشرطة الخاصة بنصف راتب الشرطي العادي ولا يتمتع بسلطات اعتقال أو زي رسمي أو سلاح.
قادت مادج كونور مجموعة من الحركات النسائية، ودعت إلى تعيين النساء في شرطة فيكتوريا، وهو ما حدث في 12 نوفمبر 1924 عندما أدت هي وثلاث من شرطيات أخريات اليمين رسميًا كضابطات شرطة، بأجر متساوٍ وسلطات اعتقال.
فقدت مادج منصبها البارز في القوة وتم اعتبارتا ضابطة صغيرة-بسبب لائحة الشرطة. إلى أن أُجبرت على التقاعد في 14 نوفمبر 1929، ولم تكن مؤهلة للحصول على معاش الشرطة لأنها لم تقضي الخمسة عشر عامًا المطلوبة كضابط محلف، لذلك استخدمت مهاراتها البوليسية كمحقق خاص.
توفت مادج كونور في 12 أكتوبر 1952 في مستشفى سانت فينسينت بملبورن، ودُفنت في مقبرة بوروندارا العامة بمنطقة كيو. وفي أغسطس 2017، قامت وزيرة شرطة فيكتوريا «ليزا نيفيل» والمفوض الرئيسي «غراهام أشتون» بكشف النقاب عن لوحة في المقبرة لإحياء ذكرى دورها كامرأة رائدة في العمل الشرطي، وفي نوفمبر من ذلك العام، تم الكشف عن تمثال لمادج في أكاديمية شرطة فيكتوريا.